# Megalaria
Megalaria Hafellner (sporzec) – rodzaj grzybów z typu workowców (Ascomycota). Ze względu na współżycie z glonami zaliczany jest do grupy porostów.

## Systematyka i nazewnictwo
Pozycja w klasyfikacji według Index Fungorum: Ramalinaceae, Lecanorales, Lecanoromycetidae, Lecanoromycetes, Pezizomycotina, Ascomycota, Fungi.
Nazwa polska według W. Fałtynowicza.

## Niektóre gatunki
- Megalaria anaglyptica (Kremp.) Fryday & Lendemer 2010
- Megalaria grossa (Pers. ex Nyl.) Hafellner 1984 – sporzec wielki
- Megalaria jemtlandica (Th. Fr. & Almq.) Fryday 2004
- Megalaria laureri (Hepp ex Th. Fr.) Hafellner 1993 – sporzec Laurera
- Megalaria pulverea (Borrer) Hafellner & E. Schreiner 1992 – sporzec rozsypany

Nazwy naukowe na podstawie Index Fungorum. Uwzględniono tylko taksony zweryfikowane. Nazwy polskie według W. Fałtynowicza.